# Локк, Ильда Иоэловна
Ильда Иоэловна Локк (1900 год, с. Сальме, Сухумский округ, Кутаисская губерния, Российская империя — дата смерти неизвестна, село Сальме, Гагрский район, Абхазская ССР) — звеньевая колхоза имени Сталина Леселидзевского сельсовета Гагрского района Абхазской АССР, Грузинская ССР. Герой Социалистического Труда (1949).

## Биография
Со второй половины 1940-х годов трудилась звеньевой табаководческого звена в колхозе имени Сталина Гагрского района. В 1948 году звено под руководством Ильды Локк собрало в среднем с каждого гектара по 19,9 центнера табака сорта «Самсун» № 27 на участке площадью 3 гектара. Указом Президиума Верховного Совета СССР от 3 мая 1949 года удостоена звания Героя Социалистического Труда «за получение высоких урожаев кукурузы и табака в 1948 году» с вручением ордена Ленина и золотой медали «Серп и Молот».
Этим же указом звания Героя Социалистического Труда были удостоены председатель колхоза Ганс Михайлович Северин, агроном Вамбол Гансович Янес, табаководы бригадир Вольдемар Магнусович Ромм и звеньевой Михаил Юганович Конно.
После выхода на пенсию проживала в родном селе. Дата смерти неизвестна.